# 密花繁缕
密花繁缕（学名：Stellaria congestiflora）是石竹科繁缕属的植物。分布在尼泊尔以及中国大陆的西藏等地，生长于海拔3,800米至4,700米的地区，见于灌丛下砂砾地及石缝中，目前尚未由人工引种栽培。

## 异名
- Stellaria semivestita Edgew. ex Edgew. et Hook. f. var. brevipetala L. H. Zhou